# ホセ・モニーノ
フロリダブランカ伯ホセ・モニーノ・イ・レドンド （スペイン語: José Moñino y Redondo、1728年10月21日 - 1808年12月30日）は、スペインの政治家。スペインでは彼の爵位であるフロリダブランカ伯（conde de Floridablanca）の名称で知られている。
ムルシアで生まれ、オリウエラで学び、オリウエラ大学を卒業した。サラマンカ大学で法学を学んだ。1766年、カスティーリャにおいて検察官となった。1767年、彼はスペインにおいて行われたイエズス会追放の援護者となった。彼はカルロス3世の改革政治の支持者として評判を呼び、当時の宰相エスキラーチェ侯はモニーノの才能を評価して彼を1772年にローマ教皇庁の大使とした。イエズス会弾圧に対してローマ教皇クレメンス14世の支持獲得に成功し、1773年にフロリダブランカ伯の爵位を授かった。1777年、スペイン宰相となった。
フロリダブランカ伯は、イギリスに対し優位であることを目指すカルロス3世の外交政策を遂行し、アメリカ独立戦争ではフランスとともにアメリカ側についた。このために1782年にメノルカ島を、1783年にはフロリダをイギリスから奪還した。しかしジブラルタル攻略は失敗に終わった。
フロリダブランカ伯が進める中央集権体制は、地方の利権を守ろうとする伝統主義派との対立を生み、その首領であるアランダ伯との政争が起きた。1789年にフランス革命が起こり、年老いた改革主義者であったフロリダブランカ伯は自身の政治的姿勢を急激に保守化せざるをえなくなり、銀行家フランシスコ・カバルス（テレーズ・カバリュスの父）を投獄、ガスパール・デ・ホバリャノス（es）と元財務大臣のカンポマーネス伯（es）を宮廷から追放した。1790年7月18日、フロリダブランカ伯は襲撃を受けたが無傷であった。しかし1792年、カルロス4世によって罷免され、エリンの自宅で逮捕された。アランダ伯の台頭により、フロリダブランカは汚職と職権乱用の罪でパンプローナ要塞に収監された。アランダ伯がゴドイに追い落とされると、1794年にフロリダブランカは釈放された。釈放後、彼は政治に介入することなく、故郷ムルシアに引退した。
1808年5月2日、フランス軍に対するマドリードの蜂起後、フロリダブランカはフンタ（中央評議会とも）をムルシアで組織した。フェルナンド7世の名代として、彼は摂政候補カルロータ・ホアキーナ・デ・ボルボン（ポルトガル王妃カルロッタ・ジョアキナ）の立候補を支持した 。最高中央評議会（es）の長に任命された直後、フロリダブランカはセビーリャで没した。